# Estádio Elías Aguirre
O Estádio Elías Aguirre é um estádio localizado na cidade de Chiclayo, no Peru.
Inaugurado em 1970, podia receber até 20 000 pessoas. Porém foi ampliado para receber a Copa América 2004, tendo capacidade ampliada para 25 000 torcedores.
É a casa do clube de futebol Club Juan Aurich. Em 2005, foi uma das sedes do Campeonato Mundial de Futebol Sub-17.